# 普拉姆斯普林斯 (肯塔基州)
普拉姆斯普林斯（英語：Plum Springs）是一個位於美國肯塔基州沃倫縣的城市。

## 地方資料
根據2020年美國人口普查的數據，普拉姆斯普林斯的面積為1.38平方千米，當中陸地面積為1.38平方千米，而水域面積為0.00平方千米。當地共有人口497人，而人口密度為每平方千米360.14人。